# Homosexualität in Algerien

Algerien

Homosexualität ist in Algerien strafbar und gesellschaftlich tabuisiert.

## Illegalität
Homosexuelle Handlungen können in Algerien mit einem Freiheitsentzug von bis zu drei Jahren sowie einer Geldstrafe von bis zu 10.000 Dinar (etwa 85 Euro) bestraft werden.
Es wird angenommen, dass das Gesetz mit der Vorstellung begründet sei, dass Homosexualität nicht mit dem islamischen Glauben zu vereinbaren sei (vgl. Zina und Homosexualität im Islam). Die Gesetze stehen hier im Zusammenhang mit anderen Gesetzen, wie beispielsweise dem Verbot, die Religion zu wechseln (siehe Apostasie im Islam).
Laut dem Strafgesetzbuch von 1966 gilt in Algerien:
- „Jeder einer homosexuellen Handlung Schuldige wird mit einer Freiheitsstrafe zwischen zwei Monaten und zwei Jahren und einer Geldstrafe zwischen 500 und 2.000 Dinar bestraft. Wenn einer der Beteiligten unter achtzehn Jahren alt ist, kann die Strafe des Älteren auf bis zu drei Jahre Freiheitsstrafe und 10.000 Dinar Geldstrafe angehoben werden.“ (Art. 338)
- „Jede Person, die eine Erregung öffentlichen Ärgernisses verursacht hat, wird mit einer Freiheitsstrafe zwischen zwei Monaten und zwei Jahren und einer Geldstrafe zwischen 500 und 2.000 Dinar bestraft. Wenn die Erregung öffentlichen Ärgernisses aus einer widernatürlichen Handlung mit einer Person des gleichen Geschlechts bestand, beträgt die Freiheitsstrafe zwischen sechs Monaten und drei Jahren und die Geldstrafe zwischen 1.000 und 10.000 Dinar.“ (Art. 333)[2]

### Vorfälle
1994 und 1996 wurde jeweils ein homosexueller Mann von der Groupe Islamique Armé ermordet. Im Jahre 2001 kam es zu einer öffentlichen Steinigung zweier Homosexueller. 2004 bekam der Algerier Ramzi Islam, der aufgrund seiner Homosexualität in seiner Heimat verfolgt wurde, Asyl im Vereinigten Königreich. Der erste bekannte Versuch einer gleichgeschlechtlichen Hochzeitszeremonie endete am 16. Mai 2005 in einem Hotel mit einem Polizeieinsatz.
Am 10. Februar 2019 wurde einem homosexuellen Studenten der Medizin in seinem Zimmer auf dem Ben Aknoun-Campus der Universität von Algier die Kehle durchgeschnitten. Die Mörder schrieben mit dem Blut des getöteten Studenten "Er ist schwul" an die Wand.

## Antidiskriminierungsgesetze
Infolge der Illegalität bestehen keine Antidiskriminierungsgesetze.

## Anerkennung gleichgeschlechtlicher Paare
Infolge der Illegalität werden homosexuelle Paare weder als gleichgeschlechtliche Ehen noch als eingetragene Partnerschaften anerkannt.

## Geschichte
Während der Zugehörigkeit zu Frankreich galt der Code pénal, sodass damals homosexuelle Handlungen straflos waren.